# Red Garland
Pour les articles homonymes, voir Garland.
William McKinley « Red » Garland, né le 13 mai 1923 à Dallas où il meurt le 23 avril 1984, est un pianiste de jazz afro-américain, connu notamment pour ses accompagnements de Miles Davis et de John Coltrane.

## Biographie

### La jeunesse
Red Garland est né à Dallas (Texas) le 13 mai 1923. Bien qu'issu d'une famille de non-musiciens, il montra rapidement des prédispositions musicales. Il commença par étudier la clarinette et le saxophone alto, mais il choisit définitivement le piano à partir de 1940. Une méticuleuse pratique lui permit de parvenir rapidement à un très bon niveau technique.
Il fit une courte carrière en tant que boxeur (poids welters) — il affronta notamment le jeune Sugar Ray Robinson — avant de devenir musicien professionnel.

### Les débuts
Après la Seconde Guerre mondiale, Garland joua notamment avec Roy Eldridge, Coleman Hawkins, Charlie Parker et Lester Young, et se produisait le plus souvent entre New York et Philadelphie. 

### Le Quintet de Miles Davis
Garland devient célèbre lorsqu'il rejoint le quintet de Miles Davis en 1955 (avec John Coltrane, Philly Joe Jones and Paul Chambers). Ensemble, ils enregistrèrent pour le label Prestige de nombreux albums marquant l'histoire du jazz comme Workin, Steamin, Cookin, ou encore Relaxin.
Red Garland apparaît encore sur le premier album que Miles Davis enregistre pour Columbia : 'Round About Midnight puis leur relation semble se détériorer. En 1958, la situation est instable, Garland participe à certains concerts, puis Davis lui demande de quitter le groupe, qu'il rejoindra à nouveau pour participer à l'enregistrement de Milestones.

### L'après-quintet et la fin
En 1958, Garland créée son propre trio, qui jouera notamment avec Pepper Adams, Nat Adderley  (le frère de Cannonball Adderley), Ray Barretto, Kenny Burrell, Eddie "Lockjaw" Davis, Jimmy Heath, Harold Land, Philly Joe Jones, Blue Mitchell, Ira Sullivan, et Leroy Vinnegar. Le trio enregistra également avec John Coltrane, Sonny Rollins et Donald Byrd.
Red Garland revint au Texas dans les années 1970. Il enregistra en 1977 un album nommé Crossings avec Philly Joe Jones puis joua avec Ron Carter.  Il continua d'enregistrer jusqu'à son décès consécutif à une crise cardiaque le 23 avril 1984.
Red Garland repose au Lincoln Memorial Park de Dallas.
Son style, organisé autour de complexes blocs d'accords, inspirés de Milt Buckner, influencera de nombreux pianistes de jazz.

## Discographie

### En tant que leader
- A Garland of Red (Prestige, 1956)
- Red Garland's Piano (Prestige, 1957)
- Curtis Fuller with Red Garland (New Jazz, 1957) - avec Curtis Fuller
- Red Garland Revisited! (Prestige, 1957 [1969])
- The P.C. Blues (Prestige, 1956-57 [1970])
- Groovy (Prestige, 1956–57)
- John Coltrane with the Red Garland Trio (Prestige, 1957) - avec John Coltrane
- All Mornin' Long (Prestige, 1957)
- Soul Junction (Prestige, 1957)
- High Pressure (1957)
- Dig It! (Prestige, 1957–58)
- It's a Blue World (Prestige, 1958)
- Manteca (Prestige, 1958)
- Can't See for Lookin' (Prestige, 1958)
- Rojo (Prestige, 1958)
- The Red Garland Trio (Moodsville, 1958)
- All Kinds of Weather (Prestige, 1958)
- Red in Bluesville (Prestige, 1959)
- Coleman Hawkins with the Red Garland Trio (Moodsville, 1959) - avec Coleman Hawkins
- Satin Doll (Prestige, 1959 [1971])
- Red Garland at the Prelude (Prestige, 1959)
- Lil' Darlin' (Status, 1969)
- Red Garland Live! (Prestige, 1959)
- The Red Garland Trio + Eddie "Lockjaw" Davis (Moodsville, 1959)
- Red Alone (Moodsville, 1960)
- Alone with the Blues (Moodsville, 1960)
- Halleloo-Y'-All (Prestige, 1960)
- Soul Burnin' (Prestige, 1960)
- Bright and Breezy (Jazzland, 1961)
- The Nearness of You (Jazzland, 1961)
- Solar (Jazzland, 1962)
- Red's Good Groove (Jazzland, 1962)
- When There Are Grey Skies (Prestige, 1962)
- The Quota (MPS, 1971)
- Auf Wiedersehen (MPS, 1971)
- Groovin' Live (Alfa Jazz, 1974)
- Groovin' Live II (Alfa Jazz, 1974)
- Keystones! (Xanadu, 1977)
- Groovin' Red (Keystone, 1977)
- Red Alert (Galaxy, 1977)
- Crossings (Galaxy, 1977)
- Feelin' Red (Muse, 1978)
- Equinox (Galaxy, 1978)
- Stepping Out (Galaxy, 1979)
- So Long Blues (Galaxy, 1979)
- Strike Up the Band (Galaxy, 1979)

Compilations
- Rediscovered Masters (1958-1961; sortie 1977)

### En tant que sideman
Avec Arnett Cobb :
- Sizzlin (Prestige, 1960) ;
- Ballads by Cobb (Moodsville, 1960).

Avec John Coltrane :
- Traneing In (1958) ;
- Soultrane (1958) ;
- Lush Life (1961) ;
- Settin' The Pace (1961) ;
- The Believer (1964) ;
- The Last Trane (1965).

Avec Miles Davis :
- The Musings of Miles (1955) ;
- The New Miles Davis Quintet (1955) ;
- Cookin' with the Miles Davis Quintet (1956) ;
- Relaxin' with the Miles Davis Quintet (1956) ;
- Workin' with the Miles Davis Quintet (1956) ;
- Steamin' with the Miles Davis Quintet (1956) ;
- 'Round About Midnight (1957) ;
- Milestones (1958).

Avec Art Pepper :
- Art Pepper Meets the Rhythm Section (1957).

Avec Sonny Rollins :
- Tenor Madness (1956).

Avec Phil Woods :
- Sugan (Status, 1957).